# Stazione di Birori (ARST)
Stazione di Birori vasútállomás Olaszországban, Szardínia régióban, Birori településen.

## Vasútvonalak
Az állomást az alábbi vasútvonalak érintik:
- Macomer-Nuoro-vasútvonal

## Kapcsolódó állomások
A vasútállomáshoz az alábbi állomások vannak a legközelebb: 
- Stazione di Macomer (ARST)